# Adriane Garcia (escritora)
Adriane Garcia (Belo Horizonte, 1973) é uma poeta, escritora, teatroeducadora e atriz brasileira.
Graduou-se em História pela Universidade Federal de Minas Gerais e se especializou em Arte-Educação na UEMG. Seu primeiro livro, Fábulas para adulto perder o sono, venceu o Prêmio Paraná de Literatura em 2013, na categoria poesia. Em 2017, foi curadora do Festival Literário Internacional de Belo Horizonte.

## Obras
- 2013 - Fábulas para adulto perder o sono (Biblioteca Paraná)
- 2014 - O nome do mundo (Armazém da Cultura)
- 2015 - Só, com peixes (Confraria do Vento).
- 2015 - e-book Enlouquecer é ganhar mil pássaros (Vida Secreta)
- 2016 - Embrulhado para viagem, Coleção Leve um Livro, organização de Ana Elisa Ribeiro e Bruno Brum (plaquete).
- 2018 - Garrafas ao mar, ed. Penalux. e
- 2019 - Arraial do Curral del Rei: a desmemória dos bois, Conceito Editorial.[5]
- 2020 - Eva-proto-poeta, editora Caos & Letras.[6][7]
- 2021 - Estive no fim do mundo e me lembrei de você, editora Peirópolis.[8]
- 2022 - A bandeja de Salomé, editora Caos & Letras.